# Primer Govern Sánchez
El segon Consell de Ministres d'Espanya de la XII Legislatura, o Primer Govern Sánchez, és el Consell de Ministres que fou designat el dia 6 de juny de 2018 per Pedro Sánchez Pérez-Castejón, president del Govern després que el Congrés dels Diputats aprovés la moció de censura contra Mariano Rajoy en la XII Legislatura. Els titulars dels departaments ministerials van prendre possessió el 7 de juny de 2018.

## Història
El 25 de maig de 2018 els diputats del Partit Socialista Obrer Espanyol (PSOE) van registrar una moció de censura liderada per Pedro Sánchez contra el president del Govern Mariano Rajoy després de la sentència de l'Audiència Nacional sobre el cas Gürtel que afectava al Partit Popular (PP). En la votació de l'1 de juny la moció va ser adoptada per majoria absoluta al Congrés dels Diputats (180 vots; n'eren necessaris 176) i Sánchez va quedar investit President del govern. Va prometre el seu càrrec davant el rei Felip VI, el 2 de juny de 2018. Els ministres i les ministres (11 en total) que componen el Govern van prometre el seu càrrec davant el rei el 7 de juny.
Set dies després del seu nomenament, Màxim Huerta dimití perquè es descobrí que havia comés frau fiscal: entre els anys fiscals del 2006, 2007 i el 2008 va defraudar 218.322 euros, i fou rellevat per José Guirao Cabrera. Carmen Montón Giménez va dimitir l'11 el setembre de 2018 com a ministra de Sanitat, Consum i Benestar Social arran d'una filtració sobre plagi i altres irregularitats en el seu títol de màster, tot i que la jutgessa que portava el cas el va arxivar el novembre de 2018, després de ser rellevada per María Luisa Carcedo Roces.

## Legislació
En 2018 es disposava a Espanya 10.004 megawatts (MW) de potència instal·lada en centrals termoelèctriques de carbó, i 7.117 MW de centrals nuclears, un 16% de la potència instal·lada i el 9,6% de la generada a Espanya en 2018. i el Primer Govern Sánchez va aprovar el 2019 el Pla Nacional Integrat d'Energia i Clima (PNIEC) 2021-2030 que establia el tancament de les set centrals nuclears espanyoles esglaonadament començant per la central nuclear d'Almaraz en 2027 i acabant per la central nuclear de Trillo el 2035, preveient la generació elèctrica amb energia eòlica, energia solar i cicle combinat.

## Composició
La reestructuració del govern va quedar fixada amb el Reial Decret 355/2018. Amb 17 departaments ministerials, l'executiu guanyà 4 ministeris, entre ells, Cultura i Esports, que van anar a parar a una cartera nova, separant-los d'Educació. Els temes d'Agenda Digital es van incloure en la cartera d'Economia i Empresa. El Centro Nacional de Inteligencia va passar a dependre de la cartera de Defensa.
El Govern estava compost d'una coalició entre el Partit Socialista Obrer Espanyol, partit majoritari en la composició del Govern, i el Partit dels Socialistes de Catalunya, cinquè partit en nombre d'escons, dels que el recolzen, juntament amb alguns independents.

Els dies 4, 5 i 6 de juny es van donar a conèixer els membres confirmats del nou Govern, que recupera el Ministeri de Cultura i que, per primera vegada, està format en els seus diferents ministeris, per més dones (11), que homes (6).
| Primer Govern de Pedro Sánchez                     |                                                    |                                                |         |
| Partit polític                                     | 10 membres del Partit Socialista Obrer Español     | 10 membres del Partit Socialista Obrer Español |         |
| Partit polític                                     | 2 membres del Partit dels Socialistes de Catalunya |                                                |         |
| Partit polític                                     | 7 membres Independents                             |                                                |         |
| Càrrec                                             | Titular                                            | Titular                                        | Titular |
| President                                          | Pedro Sánchez Pérez-Castejón 2 de juny de 2018-    |                                                |         |
| Vicepresidenta, Relacions amb les Corts i Igualtat | María del Carmen Calvo Poyato 7 de juny de 2018-   |                                                |         |
| Educació i Formació Professional                   | María Isabel Celaá Diéguez 7 de juny de 2018-      |                                                |         |
| Agricultura, Pesca i Alimentació                   | Luis Planas Puchades 7 de juny de 2018-            |                                                |         |
| Afers exteriors, Unió Europea i Cooperació         | Josep Borrell Fontelles 7 de juny de 2018-         |                                                |         |
| Ciència, Innovació i Universitats                  | Pedro Francisco Duque Duque 7 de juny de 2018-     |                                                |         |
| Cultura i Esport                                   | José Guirao Cabrera 14 de juny de 2018-            |                                                |         |
| Defensa                                            | Margarita Robles Fernández 7 de juny de 2018-      |                                                |         |
| Economia i Empresa                                 | Nadia María Calviño Santamaria 7 de juny de 2018-  |                                                |         |
| Foment                                             | José Luis Ábalos Meco 7 de juny de 2018-           |                                                |         |
| Hisenda                                            | María Jesús Montero Cuadrado 7 de juny de 2018-    |                                                |         |
| Indústria, Comerç i Turisme                        | María Reyes Maroto Illera 7 de juny de 2018-       |                                                |         |
| Interior                                           | Fernando Grande-Marlaska Gómez 7 de juny de 2018-  |                                                |         |
| Justícia                                           | Dolores Delgado García 7 de juny de 2018-          |                                                |         |
| Política Territorial i Funció Pública              | Meritxell Batet Lamaña 7 de juny de 2018-          |                                                |         |
| Sanitat, Consum i Benestar Social                  | María Luisa Carcedo Roces 11 de setembre de 2018-  |                                                |         |
| Treball, Migracions i Seguretat Social             | Magdalena Valerio Cordero 7 de juny de 2018-       |                                                |         |
| Transició Ecològica                                | Teresa Ribera Rodríguez 7 de juny de 2018-         |                                                |         |